# Corme-Écluse
Corme-Écluse és un municipi francès situat al departament del Charente Marítim i a la regió de la Nova Aquitània. L'any 2007 tenia 983 habitants.

## Demografia

### Població
El 2007 la població de fet de Corme-Écluse era de 983 persones. Hi havia 374 famílies de les quals 82 eren unipersonals (41 homes vivint sols i 41 dones vivint soles), 140 parelles sense fills, 144 parelles amb fills i 8 famílies monoparentals amb fills.
La població ha evolucionat segons el següent gràfic:
Habitants censats

### Habitatges
El 2007 hi havia 515 habitatges, 380 eren l'habitatge principal de la família, 100 eren segones residències i 35 estaven desocupats. 503 eren cases i 7 eren apartaments. Dels 380 habitatges principals, 336 estaven ocupats pels seus propietaris, 38 estaven llogats i ocupats pels llogaters i 6 estaven cedits a títol gratuït; 1 tenia una cambra, 24 en tenien dues, 50 en tenien tres, 111 en tenien quatre i 194 en tenien cinc o més. 293 habitatges disposaven pel capbaix d'una plaça de pàrquing. A 159 habitatges hi havia un automòbil i a 201 n'hi havia dos o més.

### Piràmide de població
La piràmide de població per edats i sexe el 2009 era:
| Homes | Edats   | Dones |
| ----- | ------- | ----- |
| 4     | 95 o +  | 0     |
| 4     | 90 a 94 | 0     |
| 8     | 85 a 89 | 16    |
| 4     | 80 a 84 | 8     |
| 24    | 75 a 79 | 12    |
| 28    | 70 a 74 | 32    |
| 20    | 65 a 69 | 16    |
| 20    | 60 a 64 | 12    |
| 20    | 55 a 59 | 20    |
| 32    | 50 a 54 | 36    |
| 44    | 45 a 49 | 28    |
| 28    | 40 a 44 | 24    |
| 12    | 35 a 39 | 32    |
| 28    | 30 a 34 | 16    |
| 24    | 25 a 29 | 28    |
| 8     | 20 a 24 | 16    |
| 32    | 15 a 19 | 16    |
| 28    | 10 a 14 | 32    |
| 20    | 5 a 9   | 8     |
| 16    | 0 a 4   | 12    |

## Economia
El 2007 la població en edat de treballar era de 611 persones, 440 eren actives i 171 eren inactives. De les 440 persones actives 407 estaven ocupades (224 homes i 183 dones) i 33 estaven aturades (16 homes i 17 dones). De les 171 persones inactives 67 estaven jubilades, 48 estaven estudiant i 56 estaven classificades com a «altres inactius».

### Ingressos
El 2009 a Corme-Écluse hi havia 411 unitats fiscals que integraven 1.019 persones, la mediana anual d'ingressos fiscals per persona era de 16.328 €.

### Activitats econòmiques
Dels 39 establiments que hi havia el 2007, 1 era d'una empresa extractiva, 1 d'una empresa alimentària, 1 d'una empresa de fabricació d'altres productes industrials, 15 d'empreses de construcció, 5 d'empreses de comerç i reparació d'automòbils, 1 d'una empresa de transport, 1 d'una empresa d'informació i comunicació, 1 d'una empresa financera, 5 d'empreses immobiliàries, 4 d'empreses de serveis, 2 d'entitats de l'administració pública i 2 d'empreses classificades com a «altres activitats de serveis».
Dels 14 establiments de servei als particulars que hi havia el 2009, 1 era un taller de reparació d'automòbils i de material agrícola, 1 paleta, 3 guixaires pintors, 4 fusteries, 1 lampisteria, 3 electricistes i 1 perruqueria.
L'únic establiment comercial que hi havia el 2009 era una fleca.
L'any 2000 a Corme-Écluse hi havia 35 explotacions agrícoles que ocupaven un total de 1.408 hectàrees.

## Equipaments sanitaris i escolars
El 2009 hi havia una escola elemental integrada dins d'un grup escolar amb les comunes properes formant una escola dispersa.

## Poblacions més properes
El següent diagrama mostra les poblacions més properes.